# 福田聡志
福田 聡志（ふくだ さとし、1983年9月12日 - ）は、大阪府岸和田市出身の元プロ野球選手（投手）。

## 経歴

### プロ入り前
伊都高校時代は3年春の県大会決勝で市和歌山商の田村領平と投げ合って完投勝利、近畿大会では初戦で八幡商の西川純司と投げ合うが敗退。甲子園出場経験なし。東北福祉大学で、高速スライダーを武器に抑えとして活躍。3年次には全日本大学選手権で最高殊勲選手・最優秀投手に輝き、チームを優勝に導いた。4年次には腰痛のため球威・制球力が低下したが、リリーフの補強を図る巨人が希望枠で指名。背番号は大学の先輩である佐々木主浩にあやかり「22」になった。

### プロ入り後
2006年4月2日の横浜ベイスターズ戦でプロ初勝利を挙げた。しかし7月1日に二軍へ降格となりそのまま一軍へ再昇格せず、シーズンを終えた。
2007年5月1日に一軍登録、同日の中日ドラゴンズ戦でプロ初先発を果たし、5回5失点で勝敗はつかなかった。同月8日の阪神タイガース戦では8回1失点の好投を見せ、先発初勝利。その後は先発と中継ぎの両方で起用され、5勝を挙げた。
2008年は2試合、2009年は公式戦9試合の登板にとどまり、これらのシーズンの大半を二軍で過ごす。2008年シーズン終了後、中継ぎで台頭した越智大祐に背番号22番を譲り、「59」へ変更になった。2008年オフにはドミニカ・ウィンターリーグに参加。
2010年7月4日に中継ぎとしてシーズン初登板し、同月6日にシーズン初勝利。8月1日の広島東洋カープ戦で5回2/3を無失点で先発でのシーズン初勝利を挙げた。この年は18試合（うち先発6試合）に登板して3勝4敗、防御率3.68と一定の成績を残した。ただ、2011年は公式戦6試合の登板にとどまった。
2012年5月16日のオリックス・バファローズ戦で1回でマウンドを降りた先発の宮國椋丞に代わって緊急登板、3回を無失点に抑え勝利投手となった。監督の原辰徳からは「福田は緊急登板の方が良いピッチングをする」と評された。その後もシーズン通してロングリリーフや勝ちパターン等様々な場面で起用され、登板数・投球回数・勝利数・奪三振数・防御率・WHIPの全てにおいて自己最高の成績を残した。またリリーフでの8勝はこの年のセ・リーグで最多であった。クライマックスシリーズでは3試合で3回2/3を1失点、日本シリーズでは3試合で2回2/3を無失点。契約更改では年間を通じての活躍で日本一に貢献したことを評価され、年俸は3倍増、背番号も「29」に変更された。
2013年は持病の腰痛で出遅れ、6月4日に一軍昇格。しかし、前年と比べ成績を大きく落とす結果となった。
2014年は、右肘の手術明けの影響で12試合の登板にとどまり、防御率は自己最悪の9点台に終わった。
2015年プロ入り初の一軍登板なしに終わった。10月5日、球団より福田が野球賭博に関与していたことが発表された。これはチームメイトの笠原将生の知人を介しての行為で、全国高校野球選手権や巨人の試合、メジャーリーグベースボール（MLB）など国内外の試合に関して賭博行為を続けていたとしており、日本野球機構（NPB）の熊﨑勝彦コミッショナーに告発したほか、福田と笠原の2名が謹慎処分を受けていたことも発表された。さらに、福田は笠原と共に知人男性と賭け麻雀やバカラなどの賭博を行っていたことも明らかにされている。球団は11月9日に契約解除の方針を決定。翌11月10日には熊崎コミッショナーは笠原、松本竜也とともに無期失格処分とすることを決定し、黒い霧事件以来の野球賭博による処分となった。これに伴い、福田、笠原、松本の3名は今後処分解除がされない限りプロ野球界での活動は一切できず、NPBと提携している海外プロリーグでも契約できない。また球団職員等に就く場合も協約に基づいた手続きをして処分解除を受ける必要がある。

### 退団後
失格処分を受け、球界を離れることとなった後、2015年内に横浜市都筑区にてトレーニングジムを開設。2021年3月のインタビューの時点では代表トレーナーとして活動している。
2024年曙運輸株式会社の野球部に入団し現役復帰を果たしている。

## 選手としての特徴
独特のフォームから平均球速約144km/h、最速155km/hの速球を繰り出す。

## 詳細情報

### 年度別投手成績
| 年 度     | 球 団     | 登 板 | 先 発 | 完 投 | 完 封 | 無 四 球 | 勝 利 | 敗 戦 | セ 丨 ブ | ホ 丨 ル ド | 勝 率 | 打 者 | 投 球 回 | 被 安 打 | 被 本 塁 打 | 与 四 球 | 敬 遠 | 与 死 球 | 奪 三 振 | 暴 投 | ボ 丨 ク | 失 点 | 自 責 点 | 防 御 率 | W H I P |
| --------- | --------- | ----- | ----- | ----- | ----- | -------- | ----- | ----- | -------- | ----------- | ----- | ----- | -------- | -------- | ----------- | -------- | ----- | -------- | -------- | ----- | -------- | ----- | -------- | -------- | ------- |
| 2006      | 巨人      | 22    | 0     | 0     | 0     | 0        | 3     | 2     | 0        | 6           | .600  | 118   | 24.2     | 20       | 2           | 22       | 1     | 3        | 20       | 5     | 0        | 15    | 15       | 5.47     | 1.70    |
| 2007      | 巨人      | 15    | 11    | 0     | 0     | 0        | 5     | 5     | 0        | 0           | .500  | 276   | 59.2     | 77       | 3           | 25       | 1     | 3        | 46       | 3     | 0        | 36    | 35       | 5.28     | 1.71    |
| 2008      | 巨人      | 2     | 0     | 0     | 0     | 0        | 0     | 0     | 0        | 0           | ----  | 12    | 2.1      | 3        | 0           | 1        | 0     | 0        | 3        | 0     | 0        | 2     | 2        | 7.71     | 1.71    |
| 2009      | 巨人      | 9     | 6     | 0     | 0     | 0        | 2     | 0     | 0        | 0           | 1.000 | 185   | 44.0     | 41       | 6           | 17       | 2     | 3        | 31       | 1     | 0        | 24    | 17       | 3.48     | 1.32    |
| 2010      | 巨人      | 18    | 6     | 0     | 0     | 0        | 3     | 4     | 0        | 0           | .429  | 182   | 44.0     | 36       | 4           | 17       | 0     | 3        | 22       | 0     | 1        | 19    | 18       | 3.68     | 1.20    |
| 2011      | 巨人      | 6     | 2     | 0     | 0     | 0        | 0     | 1     | 0        | 0           | .000  | 75    | 17.2     | 22       | 2           | 6        | 0     | 0        | 12       | 0     | 0        | 9     | 9        | 4.58     | 1.58    |
| 2012      | 巨人      | 50    | 0     | 0     | 0     | 0        | 8     | 1     | 0        | 17          | .889  | 236   | 61.2     | 32       | 2           | 26       | 0     | 0        | 51       | 2     | 0        | 11    | 11       | 1.61     | 0.94    |
| 2013      | 巨人      | 17    | 0     | 0     | 0     | 0        | 1     | 1     | 0        | 0           | .500  | 89    | 18.0     | 25       | 3           | 10       | 1     | 1        | 14       | 0     | 0        | 12    | 10       | 5.00     | 1.94    |
| 2014      | 巨人      | 12    | 0     | 0     | 0     | 0        | 0     | 1     | 0        | 2           | .000  | 71    | 14.0     | 23       | 2           | 6        | 0     | 1        | 6        | 0     | 0        | 16    | 15       | 9.64     | 2.07    |
| 通算：9年 | 通算：9年 | 151   | 25    | 0     | 0     | 0        | 22    | 15    | 0        | 25          | .595  | 1244  | 286.0    | 279      | 24          | 130      | 5     | 14       | 205      | 11    | 1        | 144   | 132      | 4.15     | 1.43    |

### 年度別守備成績
| 年 度 | 球 団 | 投手  | 投手  | 投手  | 投手  | 投手  | 投手     |
| 年 度 | 球 団 | 試 合 | 刺 殺 | 補 殺 | 失 策 | 併 殺 | 守 備 率 |
| ----- | ----- | ----- | ----- | ----- | ----- | ----- | -------- |
| 2006  | 巨人  | 22    | 1     | 6     | 0     | 0     | 1.000    |
| 2007  | 巨人  | 15    | 1     | 19    | 0     | 1     | 1.000    |
| 2008  | 巨人  | 2     | 0     | 1     | 0     | 0     | 1.000    |
| 2009  | 巨人  | 9     | 1     | 5     | 0     | 1     | 1.000    |
| 2010  | 巨人  | 18    | 3     | 9     | 1     | 1     | .923     |
| 2011  | 巨人  | 6     | 0     | 4     | 0     | 1     | 1.000    |
| 2012  | 巨人  | 50    | 3     | 8     | 0     | 1     | 1.000    |
| 2013  | 巨人  | 17    | 2     | 4     | 0     | 0     | 1.000    |
| 2014  | 巨人  | 12    | 0     | 2     | 0     | 0     | 1.000    |
| 通算  | 通算  | 151   | 11    | 58    | 1     | 5     | .986     |

### 記録
投手記録
- 初登板：2006年4月1日、対横浜ベイスターズ2回戦（東京ドーム）、7回表二死に2番手で救援登板、1/3回無失点
- 初勝利：2006年4月2日、対横浜ベイスターズ3回戦（東京ドーム）、5回表無死に3番手で救援登板、2回無失点
- 初奪三振：同上、5回表に村田修一から空振り三振
- 初ホールド：2006年4月9日、対中日ドラゴンズ3回戦（ナゴヤドーム）、8回裏二死に4番手で救援登板、1/3回無失点
- 初先発：2007年5月1日、対中日ドラゴンズ4回戦（ナゴヤドーム）、5回5失点
- 初先発勝利：2007年5月8日、対阪神タイガース8回戦（阪神甲子園球場）、8回1失点

打撃記録
- 初安打：2009年5月7日、対横浜ベイスターズ6回戦（東京ドーム）、6回裏に藤江均から左前安打

### 背番号
- 22（2006年 - 2008年）
- 59（2009年 - 2012年）
- 29（2013年 - 2015年）